# Amphibulus pilosus
Amphibulus pilosus là một loài tò vò trong họ Ichneumonidae.